# Hemisphaerius frontalis
Hemisphaerius frontalis är en insektsart som beskrevs av Melichar 1906. Hemisphaerius frontalis ingår i släktet Hemisphaerius och familjen sköldstritar. Inga underarter finns listade i Catalogue of Life.